# Liste der Autobahnen in Frankreich

Autobahnnetz (Stand: 2012)
(in rot Straßen mit Kennzeichnung N)

Diese Liste der Autobahnen in Frankreich gibt einen Überblick über das französische Autobahnnetz. Es gibt etwa 11.680 km an Autobahnen (französisch: Autoroutes, Singular Autoroute). Zusätzlich befinden sich ca. 41 km im Bau. Nach Fertigstellung aller derzeit in Bau und Planung befindlicher Projekte soll das Autobahnnetz eine Gesamtlänge von ca. 13.060 km betragen. Außerdem wurden im Laufe der Zeit die Planungen für ca. 1040 Autobahnkilometer verworfen.

## Derzeitige Autobahnen

### A 1 bis A 9
| Nr.   | Europastraßen    | Bezeichnung                     | Von (Nord bzw. West) | Via                                                                         | Bis (Süd bzw. Ost) | Gesamt- länge | In Betrieb |
| ----- | ---------------- | ------------------------------- | -------------------- | --------------------------------------------------------------------------- | ------------------ | ------------- | ---------- |
| A1    | E15 · E17 · E19  | Autoroute du Nord               | Paris                | Saint-Denis – Aulnay-sous-Bois – Compiègne – Arras                          | Lille              | 0211 km       | 0211 km    |
| A2    | E19              |                                 | Combles              | Cambrai – Valenciennes                                                      | BE / Saint-Aybert  | 0076 km       | 0076 km    |
| A3    | E15              |                                 | Paris                | Bobigny – Bondy                                                             | Aulnay-sous-Bois   | 0019 km       | 0019 km    |
| A4    | E25 · E50        | Autoroute de l’Est              | Paris                | Meaux – Reims – Châlons-en-Champagne – Metz                                 | Straßburg          | 0482 km       | 0482 km    |
| A5    | E17 · E54        |                                 | Paris                | Troyes                                                                      | Langres            | 0238 km       | 0238 km    |
| A6    | E15 · E21 · E60  | Autoroute du Soleil             | Paris                | Évry – Auxerre – Beaune – Chalon-sur-Saône – Mâcon – Villefranche-sur-Saône | Lyon               | 0459 km       | 0459 km    |
| A6a   | E15              |                                 | Paris                |                                                                             | Wissous            | 0010 km       | 0010 km    |
| A6b   |                  |                                 | Paris                |                                                                             | Wissous            | 0009 km       | 0009 km    |
| A7    | E15 · E80 · E714 | Autoroute du Soleil             | Lyon                 | Vienne – Valence – Montélimar – Orange – Avignon – Vitrolles                | Marseille          | 0311 km       | 0311 km    |
| A8    | E74 · E80        | La Provençale                   | Coudoux              | Aix-en-Provence – Fréjus – Cannes – Antibes – Saint-Laurent-du-Var – Nizza  | IT / Menton        | 0224 km       | 0224 km    |
| A9    | E15 · E80        | La Languedocienne / La Catalane | Orange               | Nîmes – Montpellier (via ) – Sète – Béziers – Narbonne – Perpignan          | ES / Le Perthus    | 0280 km       | 0280 km    |
| Summe | Summe            | Summe                           | Summe                | Summe                                                                       | Summe              | 2319 km       | 2319 km    |

### A 10 bis A 19
| Nr.    | Europastraßen           | Bezeichnung                     | Von (Nord bzw. West)      | Via                                                                        | Bis (Süd bzw. Ost)  | Gesamt- länge | In Betrieb |
| ------ | ----------------------- | ------------------------------- | ------------------------- | -------------------------------------------------------------------------- | ------------------- | ------------- | ---------- |
| A10    | E5                      | L’Aquitaine                     | Wissous                   | Orléans – Blois – Tours – Châtellerault – Poitiers – Niort                 | Lormont (Bordeaux)  | 0557 km       | 0557 km    |
| A11    | E50 · E60 · E501        | L’Océane                        | Saint-Arnoult-en-Yvelines | Chartres – Le Mans – Angers                                                | Nantes              | 0325 km       | 0325 km    |
| A 11.1 |                         |                                 | / Le Mans-Sud             |                                                                            | Étival-lès-le-Mans  | 0003 km       | 0003 km    |
| A12    |                         |                                 | Bailly                    | Versailles – Trappes                                                       | Essarts-le-Roi      | 0024 km       | 0008 km    |
| A13    | E5 · E46                | Autoroute de Normandie          | Paris                     | Boulogne-Billancourt – Versailles – Poissy – Les Mureaux – Mantes-la-Jolie | Caen                | 0223 km       | 0223 km    |
| A 13a  |                         | Bretelle de Bonnières-sur-Seine | Symbol: AS · A13          |                                                                            | Bonnières-sur-Seine | 0003 km       | 0003 km    |
| A14    |                         |                                 | Paris                     | Puteaux – Nanterre – La Garenne-Colombes – Poissy                          | Orgeval             | 0016 km       | 0016 km    |
| A15    |                         |                                 | Gennevilliers             | Épinay-sur-Seine – Sannois – Franconville – Herblay-sur-Seine – Pontoise   | Cergy               | 0021 km       | 0021 km    |
| A16    | E40 · E44 · E401 · E402 | L’Européenne                    | Montsoult                 | Beauvais – Amiens – Abbeville – Boulogne-sur-Mer – Calais – Dunkerque      | BE                  | 0320 km       | 0320 km    |
| A19    | E511                    | Éco-autoroute                   | Sens                      |                                                                            | Chevilly            | 0130 km       | 0130 km    |
| Summe  | Summe                   | Summe                           | Summe                     | Summe                                                                      | Summe               | 1622 km       | 1606 km    |

### A 20 bis A 29
| Nr.   | Europastraßen   | Bezeichnung                                        | Von (Nord bzw. West) | Via                                                                     | Bis (Süd bzw. Ost)       | Gesamt- länge | In Betrieb |
| ----- | --------------- | -------------------------------------------------- | -------------------- | ----------------------------------------------------------------------- | ------------------------ | ------------- | ---------- |
| A20   | E9              | L’Occitane                                         | Vierzon              | Châteauroux – Limoges – Brive-la-Gaillarde – Montauban                  | Bressols                 | 0428 km       | 0428 km    |
| A21   |                 | Rocade Minière                                     | Aix-Noulette         | Liévin – Lens – Douai – Denain                                          | Douchy-les-Mines         | 0057 km       | 0057 km    |
| A22   | E17             |                                                    | Villeneuve-d’Ascq    | Roubaix – Marcq-en-Barœul – Tourcoing                                   | BE / Neuville-en-Ferrain | 0018 km       | 0018 km    |
| A23   |                 |                                                    | Villeneuve-d’Ascq    | Saint-Amand-les-Eaux                                                    | Valenciennes             | 0043 km       | 0043 km    |
| A25   | E42             |                                                    | Lille                | Armentières                                                             | Bergues                  | 0063 km       | 0063 km    |
| A26   | E15 · E17 · E50 | Autoroute des Anglais                              | Calais               | Liévin – Arras – Cambrai – Saint-Quentin – Reims – Châlons-en-Champagne | Troyes                   | 0361 km       | 0361 km    |
| A27   | E42             |                                                    | Villeneuve-d’Ascq    |                                                                         | BE / Camphin-en-Pévèle   | 0010 km       | 0010 km    |
| A28   | E402            | Autoroute des Estuaires / Autoroute du Pique-Prune | Abbeville            | Rouen – Alençon – Le Mans                                               | Tours                    | 0362 km       | 0362 km    |
| A29   | E44 · E402      | Autoroute des Estuaires                            | Beuzeville           | Le Havre – Amiens                                                       | Saint-Quentin            | 0236 km       | 0236 km    |
| Summe | Summe           | Summe                                              | Summe                | Summe                                                                   | Summe                    | 1578 km       | 1578 km    |

### A 30 bis A 39
| Nr.   | Europastraßen                     | Bezeichnung                         | Von (Nord bzw. West) | Via                                                    | Bis (Süd bzw. Ost)     | Gesamt- länge | In Betrieb |
| ----- | --------------------------------- | ----------------------------------- | -------------------- | ------------------------------------------------------ | ---------------------- | ------------- | ---------- |
| A30   | E44 · E411                        | Autoroute de la vallée de la Fensch | Richemont            | Aumetz                                                 | BE / Mont-Saint-Martin | 0051 km       | 0025 km    |
| A31   | E17 · E21 · E23 · E25 · E54 · E60 | Autoroute Lorraine-Bourgogne        | Beaune               | Dijon – Langres – Toul – Nancy – Metz – Thionville     | LU / Zoufftgen         | 0349 km       | 0349 km    |
| A33   | E23                               |                                     | Laxou                | Nancy – Dombasle-sur-Meurthe                           | Saint-Nicolas-de-Port  | 0027 km       | 0027 km    |
| A34   | E46                               |                                     | Reims                | Rethel – Charleville-Mézières                          | Sedan                  | 0062 km       | 0062 km    |
| A35   | E25 · E60                         | Autoroute des Cigognes              | DE / Lauterbourg     | Straßburg – Illkirch-Graffenstaden – Colmar – Mulhouse | CH / Saint-Louis       | 0187 km       | 0176 km    |
| A36   | E54 · E60                         | La Comtoise                         | Beaune               | Dole – Besançon – Montbéliard – Belfort – Mulhouse     | DE / Ottmarsheim       | 0237 km       | 0237 km    |
| A38   |                                   |                                     | Pouilly-en-Auxois    |                                                        | Dijon                  | 0038 km       | 0038 km    |
| A39   |                                   | Autoroute verte                     | Dijon                | Dole                                                   | Bourg-en-Bresse        | 0145 km       | 0145 km    |
| Summe | Summe                             | Summe                               | Summe                | Summe                                                  | Summe                  | 1096 km       | 1059 km    |

### A 40 bis A 49
| Nr.   | Europastraßen | Bezeichnung                            | Von (Nord bzw. West)          | Via                                                        | Bis (Süd bzw. Ost) | Gesamt- länge | In Betrieb |
| ----- | ------------- | -------------------------------------- | ----------------------------- | ---------------------------------------------------------- | ------------------ | ------------- | ---------- |
| A40   |               | Autoroute des Titans Autoroute Blanche | Mâcon                         | Bourg-en-Bresse – Annemasse – Albertville                  | Passy              | 205 km        | 205 km     |
| A41   |               | L’Alpine                               | CH / Saint-Julien-en-Genevois | Annecy – Aix-les-Bains – Chambéry                          | Grenoble           | 112 km        | 112 km     |
| A42   | E611          |                                        | Pont-d’Ain                    | Vaulx-en-Velin – Villeurbanne                              | Lyon               | 054 km        | 054 km     |
| A43   | E70 · E711    | Autoroute de la Maurienne              | Lyon                          | Bron – Bourgoin-Jallieu – Chambéry                         | IT / Modane        | 187 km        | 187 km     |
| A45   |               |                                        | Lyon                          | Saint-Genis-Laval – Saint-Chamond                          | Saint-Étienne      | 048 km        | 000 km     |
| A46   | E15 · E70     |                                        | Anse                          | Caluire-et-Cuire – Vaulx-en-Velin – Meyzieu – Saint-Priest | Givors             | 062 km        | 047 km     |
| A47   | E70           |                                        | Givors                        |                                                            | Saint-Chamond      | 029 km        | 029 km     |
| A48   | E711          | Autoroute du Dauphiné                  | Bourgoin-Jallieu              | Voiron                                                     | Saint-Égrève       | 051 km        | 051 km     |
| A49   | E713          |                                        | Romans-sur-Isère              |                                                            | Voreppe            | 061 km        | 061 km     |
| Summe | Summe         | Summe                                  | Summe                         | Summe                                                      | Summe              | 809 km        | 746 km     |

### A 50 bis A 59
| Nr.   | Europastraßen | Bezeichnung                 | Von (Nord bzw. West)        | Via                                    | Bis (Süd bzw. Ost)   | Gesamt- länge | In Betrieb |
| ----- | ------------- | --------------------------- | --------------------------- | -------------------------------------- | -------------------- | ------------- | ---------- |
| A50   |               | Autoroute Est de Marseille  | Marseille                   | Aubagne – La Ciotat – La Seyne-sur-Mer | Toulon               | 064 km        | 064 km     |
| A51   | E712          | Autoroute du Val de Durance | Le Pont-de-Claix (Grenoble) | Manosque – Pertuis – Aix-en-Provence   | Septèmes-les-Vallons | 172 km        | 172 km     |
| A52   |               |                             | Aix-en-Provence             |                                        | Aubagne              | 026 km        | 026 km     |
| A54   |               |                             | Nîmes                       | Arles                                  | Salon-de-Provence    | 072 km        | 048 km     |
| A55   |               | Autoroute du Littoral       | Raphèle-lès-Arles (Arles)   | Martigues – Les Pennes-Mirabeau        | Marseille            | 077 km        | 038 km     |
| A56   |               |                             | Salon-de-Provence           | Miramas – Istres                       | Fos-sur-Mer          | 030 km        | 000 km     |
| A57   |               |                             | Toulon                      | La Garde                               | Le Cannet-des-Maures | 057 km        | 057 km     |
| Summe | Summe         | Summe                       | Summe                       | Summe                                  | Summe                | 498 km        | 405 km     |

### A 60 bis A 69
| Nr.   | Europastraßen | Bezeichnung                 | Von (Nord bzw. West) | Via                          | Bis (Süd bzw. Ost) | Gesamt- länge | In Betrieb |
| ----- | ------------- | --------------------------- | -------------------- | ---------------------------- | ------------------ | ------------- | ---------- |
| A61   | E80           | Autoroute des Deux Mers     | Toulouse             | Carcassonne                  | Narbonne           | 0150 km       | 0150 km    |
| A62   | E9 · E72      | Autoroute des Deux Mers     | Bordeaux             | Agen – Montauban             | Toulouse           | 0234 km       | 0234 km    |
| A63   | E5            | Autoroute de la côte Basque | ES / Biriatou        | Bayonne – Cestas – Gradignan | Bordeaux           | 0206 km       | 0206 km    |
| A64   | E80           | La Pyrénéenne               | Bayonne              | Pau – Tarbes – Muret         | Toulouse           | 0277 km       | 0277 km    |
| A65   | E7            | Autoroute de Gascogne       | Langon               |                              | Pau                | 0150 km       | 0150 km    |
| A66   |               | L’Ariégeoise                | Vieillevigne         | Pamiers – Foix               | ES / Bourg-Madame  | 0106 km       | 0036 km    |
| A68   |               | Autoroute du Pastel         | Toulouse             | Gaillac                      | Marssac-sur-Tarn   | 0062 km       | 0062 km    |
| Summe | Summe         | Summe                       | Summe                | Summe                        | Summe              | 1185 km       | 1115 km    |

### A 70 bis A 79
| Nr.   | Europastraßen | Bezeichnung          | Von (Nord bzw. West) | Via                                           | Bis (Süd bzw. Ost) | Gesamt- länge | In Betrieb |
| ----- | ------------- | -------------------- | -------------------- | --------------------------------------------- | ------------------ | ------------- | ---------- |
| A71   | E9 · E11      | L’Arverne            | Orléans              | Olivet – Vierzon – Bourges – Montluçon – Riom | Clermont-Ferrand   | 0292 km       | 0292 km    |
| A72   | E70           |                      | Nervieux             | Montbrison                                    | Saint-Étienne      | 0055 km       | 0055 km    |
| A75   | E11           | La Méridienne        | Clermont-Ferrand     | Issoire – Millau                              | Béziers            | 0330 km       | 0330 km    |
| A77   |               | Autoroute de l’Arbre | Rosiers              | Châlette-sur-Loing – Montargis                | Nevers             | 0162 km       | 0162 km    |
| Summe | Summe         | Summe                | Summe                | Summe                                         | Summe              | 0839 km       | 0839 km    |

### A 80 bis A 89
| Nr.   | Europastraßen | Bezeichnung                     | Von (Nord bzw. West)        | Via | Bis (Süd bzw. Ost)      | Gesamt- länge | In Betrieb |
| ----- | ------------- | ------------------------------- | --------------------------- | --- | ----------------------- | ------------- | ---------- |
| A81   |               |                                 | Brest                       | Morlaix – Saint-Brieuc – Cesson-Sévigné – Vitré – Laval | Le Mans                 | 0383 km       | 0093 km    |
| A82   | E60           |                                 | Brest                       | Quimper – Concarneau – Lorient – Lanester – Hennebont – Vannes | Orvault (Nantes)        | 0287 km       | 0002 km    |
| A83   | E3            | Autoroute des Estuaires         | Vertou (Nantes)             | Fontenay-le-Comte | Niort                   | 0150 km       | 0150 km    |
| A84   | E3 · E401     | Autoroute des Estuaires         | Bretteville-sur-Odon (Caen) | Fougères | Cesson-Sévigné (Rennes) | 0156 km       | 0156 km    |
| A85   | E60 · E604    |                                 | Corzé                       | Joué-lès-Tours – Tours – Romorantin-Lanthenay | Vierzon                 | 0205 km       | 0205 km    |
| A86   |               | Périphérique de l'Ile-de-France | Nanterre                    | Colombes – Gennevilliers – Saint-Denis – Bobigny – Bondy – Noisy-le-Sec – Rosny-sous-Bois – Fontenay-sous-Bois – Nogent-sur-Marne – Créteil – Vitry-sur-Seine – Antony – Rueil-Malmaison | Nanterre                | 0078 km       | 0078 km    |
| A87   |               |                                 | Angers                      | Cholet – Les Herbiers | La Roche-sur-Yon        | 0142 km       | 0142 km    |
| A88   |               |                                 | Caen                        | Argentan | Sées                    | 0082 km       | 0048 km    |
| A89   | E70           | La Transeuropéenne              | Bordeaux                    | Libourne – Périgueux – Brive-la-Gaillarde – Riom – Clermont-Ferrand | Limonest (Lyon)         | 0469 km       | 0462 km    |
| Summe | Summe         | Summe                           | Summe                       | Summe | Summe                   | 1952 km       | 1336 km    |

### A 100 bis A 999
| Nr.   | Europa- straßen | Bezeichnung                             | Von (Nord bzw. West)        | Via | Bis (Süd bzw. Ost)              | Gesamt- länge | In Betrieb | In Bau   |
| ----- | --------------- | --------------------------------------- | --------------------------- | --- | ------------------------------- | ------------- | ---------- | -------- |
| A103  |                 | Antenne de Villemomble                  | Rosny-sous-Bois             | | Noisy-le-Sec                    | 001,0 km      | 001,0 km   |          |
| A104  |                 | La Francilienne                         | Gonesse                     | Villepinte – Tremblay-en-France – Villeparisis – Lagny-sur-Marne                                                  | Torcy                           | 027,0 km      | 027,0 km   |          |
| A105  | E54             |                                         | Combs-la-Ville              | | Vert-Saint-Denis                | 009,0 km      | 009,0 km   |          |
| A106  |                 | Antenne d’Orly                          | Chevilly-Larue              | | Paray-Vieille-Poste             | 005,5 km      | 005,5 km   |          |
| A115  |                 |                                         | Méry-sur-Oise               | Taverny – Ermont – Franconville                                                                                   | Sannois                         | 013,0 km      | 013,0 km   |          |
| A126  |                 |                                         | Chilly-Mazarin              | | Palaiseau                       | 007,0 km      | 007,0 km   |          |
| A131  | E5              |                                         | Bourneville                 | | Gonfreville-l’Orcher (Le Havre) | 034,0 km      | 034,0 km   |          |
| A132  |                 |                                         | Canapville                  | | Pont-l’Évêque                   | 005,0 km      | 005,0 km   |          |
| A139  |                 |                                         | Oissel-sur-Seine            | | Petit-Couronne                  | 003,0 km      | 003,0 km   |          |
| A140  |                 |                                         | Bouleurs                    | | Meaux                           | 010,0 km      | 010,0 km   |          |
| A150  |                 |                                         | Rouen                       | Maromme – Barentin                                                                                                | Yvetot                          | 034,0 km      | 034,0 km   |          |
| A151  |                 |                                         | Varneville-Bretteville      | | Barentin                        | 017,0 km      | 017,0 km   |          |
| A154  |                 | Antenne de Louviers                     | Val-de-Reuil                | Louviers – Évreux – Dreux – Chartres                                                                              | Toury                           | 147,0 km      | 007,0 km   |          |
| A186  |                 | Antenne de Montreuil                    | Romainville                 | | Montreuil                       | 002,0 km      | 002,0 km   |          |
| A211  |                 |                                         | Lens                        | | Avion                           | 003,5 km      | 003,5 km   |          |
| A216  | E15             | Rocade Est de Calais                    | Calais                      | | Calais                          | 003,0 km      | 003,0 km   |          |
| A260  |                 |                                         | Boulogne-sur-Mer            | | Saint-Omer                      | 039,0 km      | 000,0 km   |          |
| A304  |                 |                                         | Rocroi                      | | Charleville-Mézières            | 031,0 km      | 0031,0 km  |          |
| A311  |                 | Antenne de Dijon-Sud                    | Longvic (Dijon)             | | Perrigny-lès-Dijon              | 005,0 km      | 005,0 km   |          |
| A313  |                 | Antenne de Pont-à-Mousson               | Atton                       | | Pont-à-Mousson                  | 003,0 km      | 003,0 km   |          |
| A314  |                 |                                         | Metz                        | | Noisseville                     | 002,5 km      | 002,5 km   |          |
| A315  |                 |                                         | Mey                         | | Metz                            | 003,0 km      | 003,0 km   |          |
| A319  | E54             |                                         | Langres                     | | Vesoul                          | 075,0 km      | 000,0 km   |          |
| A320  | E50             |                                         | Freyming-Merlebach          | Forbach | DE / Brème d’Or                 | 015,0 km      | 015,0 km   |          |
| A330  | E23             |                                         | Vandœuvre-lès-Nancy (Nancy) | | Flavigny-sur-Moselle            | 011,0 km      | 011,0 km   |          |
| A340  |                 | Antenne d’Haguenau                      | Bernolsheim                 | | Rottelsheim                     | 004,0 km      | 004,0 km   |          |
| A344  |                 | Traversée urbaine de Reims              | Thillois                    | | Reims                           | 010,0 km      | 010,0 km   |          |
| A350  |                 |                                         | Straßburg                   | | Straßburg                       | 001,2 km      | 001,2 km   |          |
| A351  |                 |                                         | Straßburg                   | Wolfisheim | Ittenheim                       | 011,0 km      | 005,0 km   |          |
| A352  |                 | Antenne de Molsheim                     | Duppigheim                  | Molsheim | Dorlisheim                      | 007,0 km      | 007,0 km   |          |
| A355  |                 | Grand Contournement Ouest de Strasbourg | Vendenheim                  | | Innenheim                       | 0025,0 km     | 0025,0 km  |          |
| A391  |                 | Antenne de Poligny                      | Bersaillin                  | | Saint-Lothain                   | 004,5 km      | 004,5 km   |          |
| A404  |                 |                                         | Dortan                      | Oyonnax | Saint-Martin-du-Frêne           | 026,7 km      | 021,0 km   |          |
| A406  |                 | Contournement Sud de Mâcon              | Varennes-lès-Mâcon          | Mâcon | Saint-André-de-Bâgé             | 0013,5 km     | 009,0 km   | 04,5 km  |
| A410  |                 |                                         | Scientrier                  | La Roche-sur-Foron                                                                                                | Villy-le-Pelloux                | 025,0 km      | 025,0 km   |          |
| A411  |                 |                                         | CH / Gaillard               | Annemasse | Étrembières                     | 002,0 km      | 002,0 km   |          |
| A430  |                 |                                         | Aiton                       | | Albertville                     | 015,0 km      | 015,0 km   |          |
| A432  |                 |                                         | Les Echets                  | Flughafen Lyon Saint-Exupéry                                                                                      | Saint-Laurent-de-Mure           | 033,0 km      | 033,0 km   |          |
| A450  |                 |                                         | Pierre-Bénite               | Saint-Genis-Laval                                                                                                 | Brignais                        | 008,0 km      | 008,0 km   |          |
| A466  |                 |                                         | Les Chères                  | | Quincieux                       | 004,0 km      | 004,0 km   |          |
| A480  |                 |                                         | Meylan                      | Grenoble – Saint-Égrève – Sassenage – Fontaine                                                                    | Le Pont-de-Claix                | 019,6 km      | 013,5 km   |          |
| A500  |                 | Bretelle de Monaco                      | La Trinité                  | | Èze                             | 002,0 km      | 002,0 km   |          |
| A501  |                 | Bretelle de Sollans                     | Aubagne                     | | Aubagne                         | 004,0 km      | 004,0 km   |          |
| A502  |                 |                                         | Aubagne                     | | Aubagne                         | 001,6 km      | 001,6 km   |          |
| A507  |                 | 2ème rocade de Marseille                | Marseille                   | | Marseille                       | 009,7 km      | 009,7 km   |          |
| A515  |                 |                                         | Symbol: KN · A51            | | Bouc-Bel-Air                    | 002,0 km      | 002,0 km   |          |
| A516  |                 |                                         | Symbol: KN · A51            | | Aix-en-Provence                 | 000,9 km      | 000,9 km   |          |
| A517  |                 |                                         | / bei Septèmes-les-Vallons  | / bei Septèmes-les-Vallons                                                                                        | / bei Septèmes-les-Vallons      | 001,2 km      | 001,2 km   |          |
| A520  |                 | Bretelle d’Auriol                       | Roquevaire                  | | Auriol                          | 003,0 km      | 003,0 km   |          |
| A551  |                 |                                         | / bei Les Pennes-Mirabeau   | / bei Les Pennes-Mirabeau                                                                                         | / bei Les Pennes-Mirabeau       | 001,1 km      | 001,1 km   |          |
| A552  |                 |                                         | / bei Les Pennes-Mirabeau   | / bei Les Pennes-Mirabeau                                                                                         | / bei Les Pennes-Mirabeau       | 001,6 km      | 001,6 km   |          |
| A557  |                 |                                         | Symbol: KN · A7             | Marseille | Symbol: KN · A55                | 001,5 km      | 001,5 km   |          |
| A570  |                 | Antenne d’Hyères                        | La Garde                    | | Hyères                          | 007,0 km      | 007,0 km   |          |
| A620  |                 |                                         | Toulouse                    | | Toulouse                        | 019,0 km      | 019,0 km   |          |
| A621  |                 | Fil d’Ariane                            | Toulouse                    | | Blagnac                         | 005,0 km      | 005,0 km   |          |
| A623  |                 |                                         | / bei Toulouse              | / bei Toulouse | / bei Toulouse                  | 000,4 km      | 000,4 km   |          |
| A624  |                 |                                         | Toulouse                    | | Colomiers                       | 004,0 km      | 004,0 km   |          |
| A630  |                 |                                         | Lormont                     | Bordeaux – Bruges – Le Bouscat – Eysines – Mérignac – Flughafen Bordeaux – Pessac – Gradignan – Villenave-d’Ornon | Bègles                          | 034,0 km      | 034,0 km   |          |
| A631  |                 |                                         | Bordeaux                    | | Bègles                          | 002,0 km      | 002,0 km   |          |
| A641  |                 | Antenne de Peyrehorade                  | Orthevielle                 | Peyrehorade | Oeyregave                       | 004,0 km      | 004,0 km   |          |
| A645  |                 | Antenne du Val d’Aran                   | Ponlat-Taillebourg          | | Montréjeau                      | 006,0 km      | 006,0 km   |          |
| A660  |                 |                                         | Lacanau-de-Mios             | | Gujan-Mestras                   | 021,0 km      | 021,0 km   |          |
| A680  |                 | Bretelle de Verfeil                     | Castelmaurou                | | Verfeil                         | 008,0 km      | 008,0 km   |          |
| A709  |                 |                                         | Saint-Brès                  | Montpellier | Fabrègues                       | 0023,0 km     | 0023,0 km  |          |
| A710  |                 |                                         | Gerzat                      | | Clermont-Ferrand                | 002,0 km      | 002,0 km   |          |
| A711  |                 |                                         | Les Martres-d’Artière       | Pont-du-Château                                                                                                   | Clermont-Ferrand                | 011,0 km      | 011,0 km   |          |
| A712  |                 |                                         | Lempdes                     | | Pont-du-Château                 | 001,3 km      | 001,3 km   |          |
| A714  |                 | Antenne de Montluçon                    | Bizeneuille                 | | Montluçon                       | 010,0 km      | 010,0 km   |          |
| A719  |                 |                                         | Ébreuil                     | Gannat | Vichy                           | 023,0 km      | 023,0 km   |          |
| A750  |                 |                                         | Ceyras                      | | Lavérune (Montpellier)          | 025,0 km      | 025,0 km   |          |
| A810  | E601            |                                         | La Rochelle                 | | Niort                           | 060,0 km      | 000,0 km   |          |
| A811  |                 | Pénétrante Est de Nantes                | Carquefou                   | Nantes | Sainte-Luce-sur-Loire           | 006,0 km      | 006,0 km   |          |
| A813  |                 | Contournement Sud-Est de Caen           | Banneville-la-Campagne      | | Caen                            | 017,0 km      | 004,0 km   |          |
| A831  |                 |                                         | Fontenay-le-Comte           | La Rochelle | Rochefort                       | 063,0 km      | 000,0 km   |          |
| A837  | E602            | Autoroute des Oiseaux                   | Saintes                     | | Rochefort                       | 035,0 km      | 035,0 km   |          |
| A844  | E60             | Contournement Nord de Nantes            | Symbol: KN · A11            | Nantes | Symbol: KN · A82                | 005,0 km      | 005,0 km   |          |
| Summe | Summe           | Summe                                   | Summe                       | Summe | Summe                           | 1108 km       | 0695,7 km  | 004,5 km |

## Ehemalige Autobahnen
| Nr.   | Verlauf                                                                        | Gesamtlänge         | Stand                                                                                       |
| ----- | ------------------------------------------------------------------------------ | ------------------- | ------------------------------------------------------------------------------------------- |
| A17   | Paris – Noisy-le-Grand                                                         | 0010,0 km           | Planung verworfen (1973)                                                                    |
| A18   | Paris – Versailles                                                             | 0017,0 km           | Planung verworfen (1976)                                                                    |
| A24   | BE / Houplines − Armentières – Lille – Béthune – Lens – Amiens                 | 0111,0 km           | Planung verworfen (2010)                                                                    |
| A32   | Thionville – Metz – Toul                                                       | 0110,0 km           | Planung verworfen (2010)                                                                    |
| A37   | Poligny – Besançon                                                             | 0055,0 km           | Planung verworfen (2002)                                                                    |
| A44   | Limonest – Vienne                                                              | 0060,0 km           | Planung verworfen (2010)                                                                    |
| A53   | Roquebrune-Cap-Martin – IT / Menton Roquevaire – Saint-Maximin-la-Sainte-Baume | 0010,0 km 0023,0 km | zu einem Teil der umgewidmet (1968) zu Teilen zur umgewidmet und zur D 560 abgestuft (1990) |
| A58   | Mandelieu-la-Napoule – La Turbie (Umfahrung von Nizza)                         | 0056,0 km           | Planung verworfen (1997)                                                                    |
| A67   | Poligny – Dordives                                                             | 0008,0 km           | zum Teil der umgewidmet (1996)                                                              |
| A73   | Clermont-Ferrand – Périgueux                                                   | 0230,0 km           | als Teil der geplant (1996) und realisiert                                                  |
| A74   | Lyon – Saint-Étienne                                                           | 0050,0 km           | als geplant (2000er)                                                                        |
| A79   | Lyon – Valence – Alès – Narbonne                                               | 0250,0 km           | Planung verworfen (2006)                                                                    |
| A110  | Chartres – Tours                                                               | 0200,0 km           | Planung verworfen (2011)                                                                    |
| A126  | Montigny-le-Bretonneux – Guyancourt – Palaiseau                                | 0017,0 km           | Planung dieses Streckenabschnittes verworfen (2010)                                         |
| A170  | Gonesse – Mitry-Mory                                                           |                     | zur umgewidmet (2006)                                                                       |
| A199  | Torcy – Noisy-le-Grand                                                         | 0005,3 km           | zur D 199 abgestuft (2006)                                                                  |
| A203  | Charleville-Mézières – Sedan                                                   | 0013,5 km           | zur umgewidmet (1996)                                                                       |
| A346  | Meaux                                                                          | 0035,0 km           | Planung verworfen (2006)                                                                    |
| A400  | Annemasse – Thonon-les-Bains                                                   | 0035,0 km           | Planung verworfen (1997)                                                                    |
| A401  | CH – Saint-Julien-en-Genevois                                                  | 0002,0 km           | zur umgewidmet (2008)                                                                       |
| A508  | Le Muy – Sainte-Maxime – Cogolin                                               | 0030,0 km           | Planung verworfen (1990er)                                                                  |
| A510  | Cadarache – Saint-Maximin-la-Sainte-Baume                                      | 0030,0 km           | Planung verworfen (2010)                                                                    |
| A585  | Saint-Auban – Digne-les-Bains                                                  | 0020,0 km           | Planung verworfen (2010)                                                                    |
| A650  | Lescar (Pau) – Oloron-Sainte-Marie                                             | 0025,0 km           | Planung verworfen (2008)                                                                    |
| A701  | Ormes – Saran                                                                  | 0002,8 km           | zur D 2701 abgestuft (2006)                                                                 |
| A749  | Bourg-lès-Valence – Valence                                                    | 0012–48 km          | Planung verworfen (1993)                                                                    |
| A801  | Nantes – Vertou                                                                | 0002,3 km           | zur Stadtstraße abgestuft (2001)                                                            |
| A821  | Carquefou – Sautron                                                            | 0014,0 km           | zur , und umgewidmet (1996)                                                                 |
| A851  | Tours                                                                          | 0008,0 km           | Planung verworfen (2000er)                                                                  |
| Summe | Summe                                                                          | ca. 1399,9 km       | Davon Planungen für ca. 1039 km verworfen und 360,9 km umgewidmet bzw. abgestuft            |